# 寂しき4番街
「寂しき4番街」（旧邦題: 淋しき街角、Positively 4th Street）は、ボブ・ディランが作詞・作曲・歌唱し、1965年にシングルとしてリリースした楽曲。ビルボード Hot 100で7位、全英シングル・チャートで8位を記録した。
雑誌『ローリング・ストーン』誌が2004年に選出した「500 Greatest Songs of All Time」で203位にランクされている。

## 解説
「寂しき4番街」は、1965年7月29日、アルバム『追憶のハイウェイ61』（1965年）と同じレコーディング・セッションの中で、アル・クーパー（オルガン）やマイク・ブルームフィールド（ギター）等の伴奏によって録音されたがアルバムには収録されなかった。同年9月7日、シングルのみでリリースされた。B面は「ビュイック6型の想い出」。旧来のフォークファンに対する絶縁状のような内容だと評された。

## 収録アルバム
- 『ボブ・ディランのグレーテスト・ヒット』（1967年）
- 『バイオグラフ』（1985年）
- 『エッセンシャル・ボブ・ディラン』（2000年）

## カバー・バージョン
- バーズ  –  『（タイトルのないアルバム）』（1970年）にライブ・バージョンで収録。